# علي هاشمي (عسكري)
علي هاشمي (بالفارسية: علی هاشمی) هو عسكري إيراني، ولد في 1961 في الأهواز في إيران، وتوفي في 25 يونيو 1988 في الحرب العراقية الإيرانية.

## قيادة الفيلق السادس
في عام 1986 عين علي الهاشمي قائدا للفيلق السادس ل«إمام جعفر صادق» الذي تولى قيادة فيلق خوزستان ولورستان ولشقر 5 نصر.

## عملية خيبر
ذُكر علي هاشمي كمصمم لعملية خيبر. خلال 11 شهرًا من أعمال الاستطلاع في حور التي قام بها الهاشمي ، تم التخطيط لعملية خيبر. وكانت نتيجة عملية خيبر الاستيلاء على الجزيرتين شمال وجنوب مجنون اللتين كان فيهما 58 بئراً نفطياً.